# Philoliche stuckenbergi
Philoliche stuckenbergi är en tvåvingeart som beskrevs av Chainey 1983. Philoliche stuckenbergi ingår i släktet Philoliche och familjen bromsar. Inga underarter finns listade i Catalogue of Life.